# Rouffiac-des-Corbières
Rouffiac-des-Corbières är en kommun i departementet Aude i regionen Occitanien  i södra Frankrike. Kommunen ligger  i kantonen Tuchan som ligger i arrondissementet Narbonne. År 2022 hade Rouffiac-des-Corbières 71 invånare.

## Befolkningsutveckling
Antalet invånare i kommunen Rouffiac-des-Corbières
Referens: INSEE